# Ken Shellito
Kenneth John Shellito (Londra, 18 aprile 1940 – Kota Kinabalu, 31 ottobre 2018) è stato un calciatore e allenatore di calcio britannico, di ruolo difensore.

## Carriera

### Giocatore
Shellito passò tutte le sue stagioni tra le file del Chelsea, cominciando con il settore giovanile a 17 anni e terminando nel 1969. Dopo aver vinto una Carling Cup nel 1965, è costretto a ritirarsi nel 1969 per un gravissimo infortunio al ginocchio, che ne compromette irrimediabilmente la carriera.
Shellito disputò la sua unica partita in nazionale contro la Cecoslovacchia nel 1963.

### Allenatore
Dopo il suo ritiro, Shellito rimase comunque nello staff del Chelsea. Nel 1977 divenne l'allenatore della prima squadra, succedendo all'ex compagno Eddie McCreadie: il suo maggiore risultato positivo fu un'inaspettata vittoria contro il Liverpool campione d'Europa in FA Cup. Per il resto, la sua squadra dovette lottare fino alla fine per evitare la retrocessione in Second Division. Dopo una sola stagione alla guida dei Blues, si dimise spontaneamente dall'incarico affidatogli.
Egli fece altre esperienze da allenatore prima col Cambridge United e poi con vari team della Malaysia.

## Palmarès

### Club

#### Competizioni nazionali
- Coppa di Lega inglese: 1

Chelsea: 1964–1965